# Amar pelos dois
Amar pelos dois är en låt framförd av sångaren Salvador Sobral, skriven och producerad av artistens syster Luísa Sobral. Den representerade Portugal i Eurovision Song Contest 2017, där den var den enda i sin semifinal som framfördes helt på ett annat språk än engelska, i detta fall portugisiska. Låten vann finalen av Eurovision Song Contest 2017 med en finalpoäng på 758, och en marginal på 143 poäng från tvåan, Bulgarien (slutpoäng 615).